# Delias catocausta
Delias catocausta är en fjärilsart som beskrevs av Jordan 1912. Delias catocausta ingår i släktet Delias och familjen vitfjärilar. Inga underarter finns listade i Catalogue of Life.